# Pézènes-les-Mines
Pézènes-les-Mines este o comună în departamentul Hérault din sudul Franței. În 2009 avea o populație de 229 de locuitori.

## Evoluția populației
| An        | 1975 | 1982 | 1990 | 1999 | 2006 | 2009 |
| --------- | ---- | ---- | ---- | ---- | ---- | ---- |
| Populație | 150  | 180  | 207  | 172  | 193  | 229  |